# Ленухи
Ленухи (арм. Լենուղի) — село в Армавирской области Армении. Основано в 1920 году.

## География
Село расположено в центральной части марза, к северу от автодороги , на расстоянии 7 километров к юго-западу от города Армавира, административного центра области. Абсолютная высота — 890 метров над уровнем моря.
Климат
Климат характеризуется как семиаридный (BSk в классификации климатов Кёппена). Среднегодовая температура воздуха составляет 11,6 °C. Средняя температура самого холодного месяца (января) составляет −3,4 °С, самого жаркого месяца (июля) — 24,9 °С. Расчётная многолетняя норма атмосферных осадков — 306 мм. Наибольшее количество осадков выпадает в мае (52 мм).

## Население
| Год переписи | Население          | Население          | Население          | Население            | Население            | Население            |
| Год переписи | Наличное население | Наличное население | Наличное население | Постоянное население | Постоянное население | Постоянное население |
| Год переписи | Всего              | Мужчины            | Женщины            | Всего                | Мужчины              | Женщины              |
| ------------ | ------------------ | ------------------ | ------------------ | -------------------- | -------------------- | -------------------- |
| 2001         | 1510               | 726                | 784                | 1583                 | 762                  | 821                  |
| 2011         | 1456               | 694                | 762                | 1470                 | 704                  | 766                  |